# Балинт, Эндре
Эндре Балинт (венг. Bálint Endre); 27 октября 1914, Будапешт — 3 мая 1986, там же) — венгерский художник, графический дизайнер.
Заслуженный артист ВНР (1973). Выдающийся (народный артист) ВНР (1982). Лауреат государственной премии Кошута (1985). 

## Биография
Еврейского происхождения. Родился в семье известного искусствоведа, писателя Аладара Балинта (1881-1924). Его сестра Клара Балинт была женой писателя Антала Серба.
В 1930 году  поступил на графический факультет Венгерской королевской школы прикладных искусств (ныне Художественный университет имени Ласло Мохой-Надя) по специальности рекламная графика, но вскоре понял, что его тянет к живописи. В 1934 году на три месяца отправился в Париж, посвятив себя дальнейшей карьере в современной живописи.
Вернувшись в Венгрию продолжил учёбу в мастерской Лайоша Вайды и у Вильмоша Аба-Новака. Впервые выставлялся в 1938 году.
В 1936 году заболел туберкулёзом. В 1945 году был одним из основателей художественной группы «Европейская школа» , и до 1948 года участвовал в её ежегодных выставках. С 1947 года бо́льшую часть времени проводил в Париже, участвуя в Международных выставках сюрреалистов. После 1956 года, попав в список запрещенных деятелей искусства, не мог проводить выставки в Венгрии.

## Творчество
Живописец, график.
Один из видных представителей Авангардного искусства современной Венгрии. Экспрессионист и сюрреалист. 
Его живопись впитала дадаистское, конструктивистское, сюрреалистическое и абстрактное направления искусства, при этом художник сохранил свою лирическую тональность даже среди самых смелых работ.
Большинство его работ хранится в музее Ференци в Сентендре, в картинной галерее в Секешфехерваре и в частных коллекциях.